# Британські острови (термінологія)

Діаграма, що ілюструє термінологію, пов'язану з Британськими островами

Використання різноманітних термінів для опису різних (проте, багато в чому схожих та перехресних) географічних, політичних та історичних реалій, пов'язаних з поняттям Британські острови, часто призводить до плутанини і нерозуміння. Слововживання в українській мові може суттєво відрізнятися від інших мов, зокрема й англійської.

## Географічні реалії
- Британські острови — архіпелаг, що поєднує острови Велика Британія та Ірландія, групи Гебридських, Оркнейських, Шетлендських островів, а також більш дрібні острови Англсі, Мен та інші. Іноді до Британських островів зараховують[1] також Нормандські острови, які належать Великій Британії, хоча вони розташовані біля берегів Франції.
- Велика Британія (острів) — найбільший з Британських островів[2][3][4]. В українській мові це напів кальку з англійської, де друге слово «Британія» запозичене, а перше — «Велика» — перекладено та означає територію більшу, ніж історичні землі пануючого народу, тобто більшу за Бретань (історична область на півночі Франції). Бретань була заселена бриттами (з Корнуолла) приблизно в 500 році і називалася ними «Мала Британія». Французькою мовою «Бретань» буде Bretagne, а «Велика Британія» — Grande Bretagne, що й віддзеркалено в англійській, а потім в українській назвах.
- Ірландія (острів) — другий за величиною з Британських островів.
- Нормандські острови — група островів у протоці Ла-Манш біля берегів Франції. Не входять безпосередньо до складу Великої Британії і не є політичною єдністю, тому що розділені на дві коронні землі: Джерсі і Гернсі. Географічно не відносяться до Британських островів, але можуть включатися в них з політичних міркувань.

Британські острови в географічному плані
Острів Велика Британія
Острів Ірландія
Острів Мен — географічне поняття і коронна земля
Норманські острови (Джерсі, Гернсі, Олдерні, Сарк і Херм)
Території під владою Корони: Велика Британія, Острів Мен, Джерсі і Гернсі

## Політичні реалії

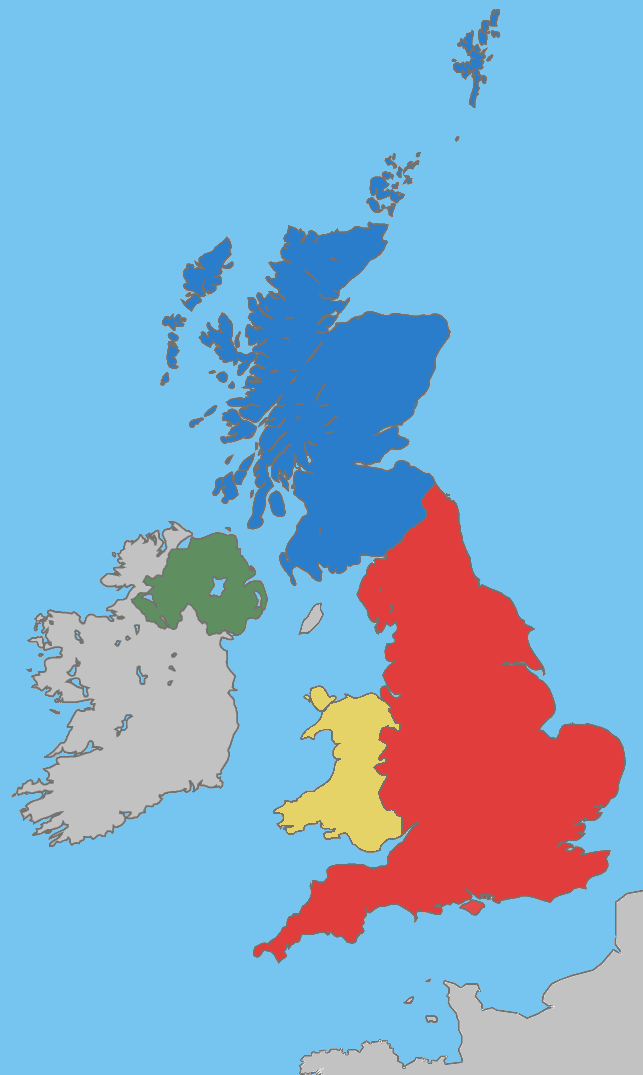
4 складові частини Великої Британії:
Англія
Уельс
Шотландія
Північна Ірландія

- Велика Британія — коротка назва держави, що займає острів Велика Британія і північ острова Ірландія[5], здійснює опіку над Нормандськими островами і о. Мен, які формально не входять до складу країни.
  - Сполучене Королівство Великої Британії та Північної Ірландії — повна назва тої ж держави.
  - Британія — в сучасному значенні — неофіційний синонім понять «Велика Британія» і «Британська імперія»; історично римська провінція (лат. Britannia), приблизно відповідала території Англії і Уельсу.
  - Сполучене Королівство — калька з англ. The United Kingdom — скорочення терміну The United Kingdom of Great Britain and Northern Ireland (Сполучене Королівство Великої Британії та Північної Ірландії), рідко вживане українською і відповідне в українські мові терміну «Велика Британія».
  - Англія, Уельс, Шотландія і Північна Ірландія — складові адміністративно-політичні частини Великої Британії.
    - Англія — історичне ядро Великої Британії, в розмовній мові може використовуватися як синонім останньої. В СРСР і дореволюційній Росії вживався набагато частіше, ніж термін «Велика Британія», в тому числі і в науковій літературі.

  - Коронні землі — назва трьох володінь Великої Британії, які не входять безпосередньо до її складу, але не є при цьому заморськими територіями. В їх число входять: Баллеї Джерсі і Гернсі (Нормандські острови) і Нормандські острови в Ірландському морі.
  - Крім того, в українській мові немає загальноприйнятих термінів для наступних понять:
    - Англія, Уельс і Шотландія як єдине ціле — Велика Британія[6][7].
    - Велика Британія + коронні землі на Британських островах (Мен, Джерсі і Гернсі) — en:British Islands (≠ British Isles в географічному сенсі). В українській мові термін «Британські острови» не використовується в політичному сенсі. При нестрогому вживанні в цьому значенні зазвичай використовується термін «Велика Британія».
- Республіка Ірландія — інша суверена держава на Британських островах, займає більшу частину острова Ірландія.
  - Північна Ірландія (друга, помилкова назва — Ольстер) — одна з чотирьох адміністративно-політичних частин Великої Британії (див. вище).
- Бретань — назва півострова у Франції, колись заселеної бриттами з півдня Британії, які дали йому свою назву.

Велика Британія (Сполучене Королівство Великої Британії і Північної Ірландії)
Шотландія
Північна Ірландія
Республіка Ірландія
Англія
Уельс

## Прикметники та інші похідні слова
- Британський — прикметник до слів «Велика Британія» та «Британія»

## Назви жителів
- Британці (британець, британка) — громадяни Великої Британії. Включають такі основні етно-лінгвістичні групи:
  - Англійці — мешканці Англії і говорять англійською мовою.
  - Валлійці — жителі Уельсу і говорять валлійською.
  - Шотландці — мешканці Шотландії і говорять гельською (гірсько-шотландською), або англо-шотландською мовою.
  - Ірландці — жителі Ірландії, в тому числі Північної Ірландії, лише менша частина яких говорить ірландською мовою, інші — тільки англійською.
- Бритти (Бритт, бриттка) — група кельтських племен, до V ст. н. е. становила основне населення Британії окрім най північніших районів, заселених піктами. Говорили (загально) бритською мовою, з якого потім розвинулися інші бритські мови: кумбрійська, валлійська, корнська і Бретонська.
- Бретонці — народ в Бретані.

## Історичні аспекти
Греки називали Британські острови Pretaniké.
Римляни називали Великою Британію Britannias або Alba, а Ірландію та інші острови Britanniae. Після висадки в 41 році вони назвали Британією територію близьку до сучасних Англії і Уельсу, Каледонією — Шотландію, а Hibernia — Ірландію.
Спочатку на Британських островах були королівства кельтів, саксів і вікінгів (Регед, Стратклайд і Вессекс).
- 843 рік — виникнення Шотландського королівства.
- 927 рік — виникнення Англійського королівства.
- 1283 рік — князівство Уельсу.
- 1536 рік — перше злиття: князівство Уельсу приєднується до Королівства Англії.
- 1541 рік — виникнення Ірландського королівства (спочатку — лордство).
- 1707 рік — друге злиття: Королівство Англія і Королівство Шотландія об'єднуються в Королівство Велика Британія.
- 1801 рік — третє злиття: Королівство Велика Британія і Ірландське королівство об'єднуються в Сполучене Королівство Великої Британії та Ірландії.
- 1919 рік — виникнення самопроголошеної держави Ірландська Республіка.
- 1922 рік — розкол на дві незалежні держави:
  1. Сполучене Королівство Великої Британії та Північної Ірландії;
  2. Ірландська Вільна держава (пізніше — Республіка Ірландія).

## Нумерація монархів
У 1603 році шотландський король Яків I успадкував трон Англії як Яків I Англійський (і оголосив себе «король Великої Британії та Ірландії», попри те, що не було Королівства Великої Британії до 1707 року), але країни зберегли незалежні парламенти і суверенітети. Шотландські історики часто називають цього монарха Яків VI і I, англійські ж історики воліють — Яків I і VI.
Багато шотландців (і не тільки націоналісти) були засмучені в 1953 році, коли на коронації королеви Єлизавети II вона отримала другий порядковий номер, хоча ні колишнє Королівство Велика Британія (1707—1801), ні справжнє Сполучене Королівство (з 1801), не мало Єлизавети I. Однак, Єлизавета I вже була в королівстві Англія (927—1707).